# Chiesa di San Silvestro (Bevagna)
La chiesa di San Silvestro è un edificio storico di culto di Bevagna, in Umbria.
Sorge nella centrale piazza Silvestri e rappresenta un notevole esempio dell'architettura romanica della regione.

## Storia e descrizione

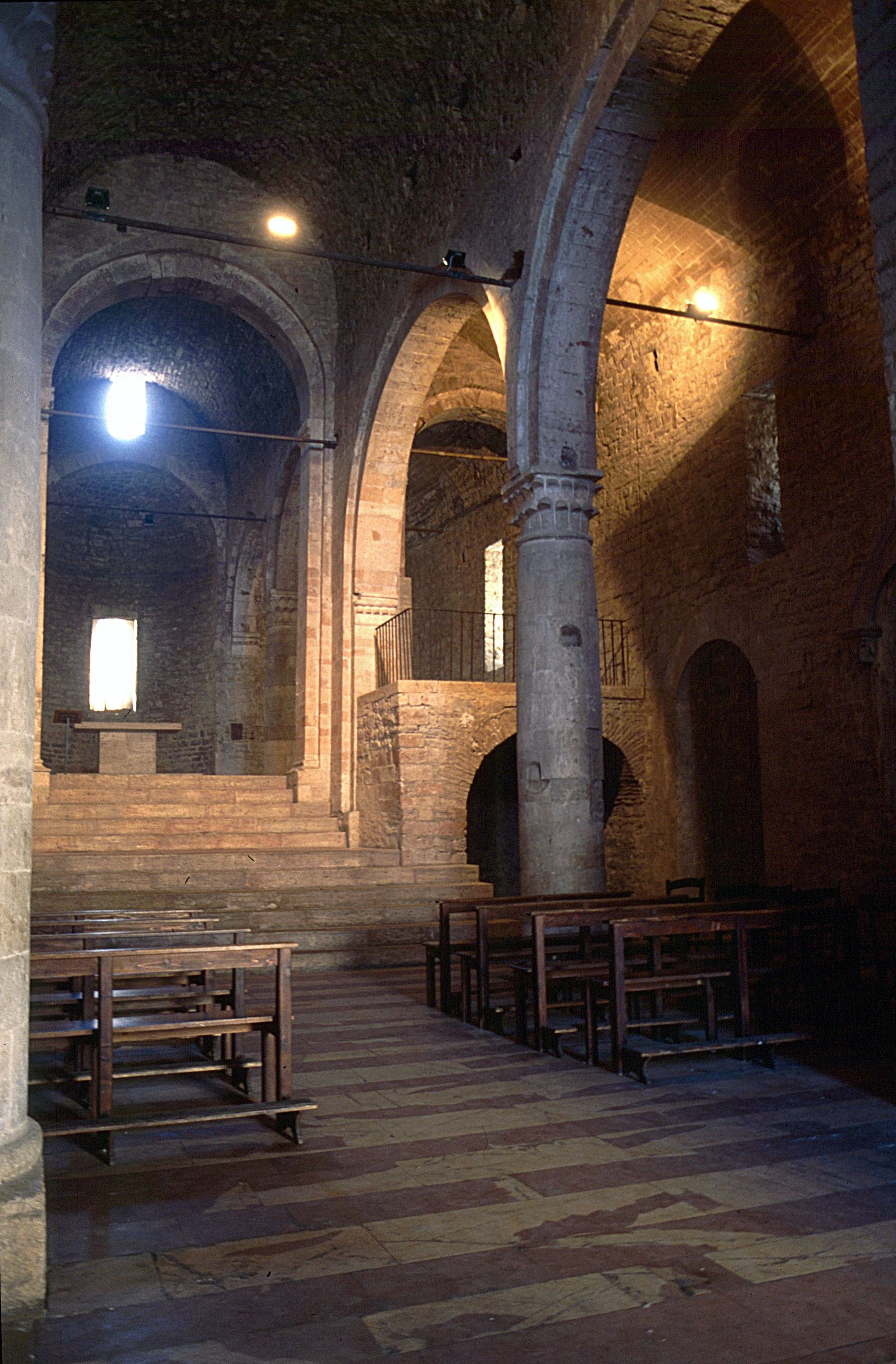
Veduta dell'interno.

La chiesa venne fondata nel 1195, come appare nella lapide a lato del portale, ed eretta dal Maestro Binello in stile romanico.
La facciata, incompiuta, doveva essere composta da due ordini e dominata da un campanile, come nella chiesa di San Michele che gli sorge di fronte.
In basso si apre il portale decorato con tralci di vite e figure zoomorfe in bassorilievo. Al di sopra, lateralmente, si aprono due bifore su colonnine tortili; e una bella trifora centrale con colonnine binate, fatta con marmi romani di recupero.
In alto corre una cornice marcapiano a rilievi figurati con scene di caccia e figure umane e zoomorfe.
L'interno dell'edificio si presenta a pianta basilicale diviso in tre navate da semplici colonne cilindriche con capitelli a fogliami. Il presbiterio, absidato, si presenta molto rialzato sulla sottostante cripta. Particolari e assai rare sono le coperture con volte a semibotte delle navate laterali.